# Фетхуллах Гюлен
Фетхуллах Гюлен (на турски: Fethullah Gülen, произнася се Фетулла Гюлен) е турски проповедник, ислямовед и водач на движението „Гюлен“ (Gülen). То се състои от доброволни организации известни като Хизмет (на турски „Службата“) сред последователите му, които са свързани под ръководството на Гюлен. Неговите критици го обвиняват в подкопаване на светския характер на Република Турция. След неуспешния опит за преврат от юли 2016 г. Ердоган заговаря за Фетуллахова терористична организация (FETÖ), но Гюлен отрича това и дори заклеймява опита за преврат. Радикални кръгове в Турция го смятат за неверник, особено след срещите му с папа Йоан Павел II и с вселенския патриарх Вартоломей. Гюлен не одобрява комбинацията между исляма и тероризма.

## Биография
Гюлен е роден в Ерзурум, Турция в 1941 година. Изнася първата си проповед на 14 години. Става последовател на Саид Нурси преди осемнадесетата си годишнина. Саид Нурси е насърчавал мюсюлмани и християни да обединят усилията си срещу агресивния атеизъм, като посочвал, че религиите могат да работят заедно в областта на вярата. Гюлен е избран за най-влиятелен, жив интелектуалец на 2008 г. от сп. „Форин Полиси“. Фетуллах Гюлен така и не се жени. Личният му сайт се издава на 22 езика, включително и на български.
През март 2011 турските власти задържат журналистите Ахмет Шък и Недим Шенер по обвинения в участие в заговорническата тайна организация Ергенекон. Оказва се, че първият е писал книга за тайната мрежа на Гюлен, а вторият му е съдействал за подготовката за издаването. Работното заглавие на книгата е „Армията на имама“ (от турски İmamın Ordusu), а по-късно тя е разпространена в интернет под името 000Kitap (на български 000Книга). Мнозинството от информацията в нея не е нови открития, а систематизиране на информация, която преди това е била достъпна в публичното пространство.

## Влияние
Смята се, че има много бизнес организации, свързани с Хизмет. В България с него е свързвано българското издание на турския вестник „Заман“, където се публикуват статии за Гюлен и Хизмет.
Появяват се спекулации, че в България мрежата на Гюлен е представена от частните училища с турски профил „Дружба“. Журналистически разследвания показват, че няма никакви официални данни за свързаност.